# Melanargia ahyoni
Melanargia ahyoni är en fjärilsart som beskrevs av Wagener 1959. Melanargia ahyoni ingår i släktet Melanargia och familjen praktfjärilar. Inga underarter finns listade i Catalogue of Life.